# Pambdelurion
Pambdelurion je izumrli rod panartropodov (Panarthropoda) iz obdobja kambrija. Njegovi fosili so bili odkriti na najdišču Sirius Passet na severu Grenlandije. Podobno kot rod Kerygmachela z istega najdišča je tudi Pambdelurion tesno povezan s členonožci, saj združuje značilnosti lobopodov (Lobopodia) in primitivnih členonožcev.

## Opis
Pambdelurion je bil za kambrijsko žival velik, saj  naj bi dosegal dolžino do 55 cm. Organizem iz Kitajske, imenovan Omnidens, ki je po obliki zelo podoben Pambdelurionu in morda pripada istemu rodu, naj bi dosegel dolžino do 1,5 m.
Glava Pambdeluriona je imela velik par čelnih okončin, podobnih antenam pri krempličarjih (Onychophora) in čelnim okončinam pri radiodontih (Radiodonta). Te čelne končine so bile šibko mišičaste in mehke, zato so verjetno služile kot čutilni organi, ne pa za lovljenje plena. Med okončinami sta bila dva grozda s tremi bodicami, ki so verjetno prav tako opravljale čutilno funkcijo. Oči niso bile prepoznane, vendar nekateri raziskovalci menijo, da bi bile lahko podobne tistim pri Kerygmachela. Na spodnji strani glave je bila ustna odprtina, oblikovana kot stožec, kar je značilno za nekatere druge nečlenonožne ekdizozoje (Ecdysozoa).
Telo Pambdeluriona je imelo enajst parov bočnih izrastkov s škrgami in enajst parov mehkih, štorastih nog, ki niso imele sklepov, pod temi izrastki. Mišičje telesa je bilo bolj podobno mišičju krempličarjev kot členonožcev. Povrhnjica telesa ni bila okostenela.
Sprednji del prebavil je bil širok in mišičast, značilen za mnoge ekdizozoje. V zadnjem delu črevesja so bile prisotne parne žleze.

## Zgodovina raziskovanja
Pambdelurion whittingtoni je leta 1997 poimenoval Graham E. Budd. Ime rodu izvira iz grškega pambdelyrion, kar pomeni "vse-grozno", in se nanaša na strašljiv videz te živali. Vrsta je bila poimenovana v čast paleontologu Harryju B. Whittingtonu.
Holotip vrste nosi oznako MGUH 24508.

## Klasifikacija
Pambdelurion spada v skupino Lobopodia (lobopodi), parafiletske skupine nožičniki (Panarthropoda). Ta skupina vključuje prednike sodobnih počasnikov (Tardigrada), krempličarjev (Onychophora) in členonožcev. Pambdelurion je bližje sorodstvu s členonožci kot z drugimi sodobnimi skupinami, vendar se je od te evolucijske linije ločil pred zadnjim skupnim prednikom vseh današnjih členonožcev. Zaradi tega ga uvrščamo med člane stem-group členonožcev. Je del skupine, imenovane škrgasti lobopodi (gilled lobopodians), ki vključuje lobopode z bočnimi izrastki s škrgami. V to skupino spadata tudi rodova Kerygmachela in Opabinia. Škrgasti lobopodi so najbližji sorodniki členonožcev med lobopodi. Tako radiodonti kot pravi členonožci so se razvili iz skupnega prednika, ki je bil škrgasti lobopod.
Organizen Omnidens iz skoraj sočasnih Maotianshanskih skrilavcev na Kitajskem je po obliki zelo podoben Pambdelurionu. Zato je mogoče, da gre za sinonim. Vendar v Maotianshanskih skrilavcih niso našli dokazov o prisotnosti škrgastih lobopodov, kot je Pambdelurion. Zato obstaja možnost, da je Omnidens dejansko le del telesa drugega lobopoda, na primer Megadictyon ali Jianshanopodia.

## Paleobiologija
Pambdelurion je bil verjetno plenilec, katerega prehrana je vključevala členonožce.
Pambdelurion je bil verjetno žival, ki je prebivala na dnu vodnih teles in, ki ni znala učinkovito plavati. 

## Paleoekologija
Pambdelurion je bil eden največjih in najbolj razširjenih organizmov v bioti Sirius Passet.

### Citirana dela
- Budd, G. E. (1997). »Stem group arthropods from the Lower Cambrian Sirius Passet fauna of North Greenland«.  V Fortey, R. A.; Thomas, R. H. (ur.). Arthropod Relationships. Dordrecht: Springer Netherlands. str. 125–138. doi:10.1007/978-94-011-4904-4_11. ISBN 0-412-75420-7.
- Caron, Jean-Bernard; Aria, Cédric (2020). Xi-Guang Zhang (ed.). »The Collins' monster, a spinous suspension-feeding lobopodian from the Cambrian Burgess Shale of British Columbia«. Palaeontology. 63 (6): 979–994. Bibcode:2020Palgy..63..979C. doi:10.1111/pala.12499. eISSN 1475-4983. ISSN 0031-0239. S2CID 225593728.
- Dzik, Jerzy (1. julij 2011). »The xenusian-to-anomalocaridid transition within the lobopodians« (PDF). Bollettino della Società Paleontologica Italiana. 50 (1): 65–74.[mrtva povezava]
- Howard, Richard J.; Hou, Xianguang; Edgecombe, Gregory D.; Salge, Tobias; Shi, Xiaomei; Ma, Xiaoya (2020). »A tube-dwelling Early Cambrian lobopodian«. Current Biology. 30 (8): 1529–1536.e2. Bibcode:2020CBio...30E1529H. doi:10.1016/j.cub.2020.01.075. ISSN 0960-9822. PMID 32109391. S2CID 211542458.
- Ortega-Hernández, Javier (2016). »Making sense of 'lower' and 'upper' stem-group Euarthropoda, with comments on the strict use of the name Arthropoda von Siebold, 1848«. Biological Reviews. 91 (1): 255–273. doi:10.1111/brv.12168. ISSN 1464-7931. PMID 25528950. S2CID 7751936.
- Ortega-Hernández, Javier; Budd, Graham E. (2016). »The nature of non-appendicular anterior paired projections in Palaeozoic total-group Euarthropoda«. Arthropod Structure & Development. 45 (2): 185–199. Bibcode:2016ArtSD..45..185O. doi:10.1016/j.asd.2016.01.006. ISSN 1467-8039. PMID 26802876.
- Vannier, Jean; Liu, Jianni; Lerosey-Aubril, Rudy; Vinther, Jakob; Daley, Allison C. (2. maj 2014). »Sophisticated digestive systems in early arthropods«. Nature Communications. 5 (1): 3641. Bibcode:2014NatCo...5.3641V. doi:10.1038/ncomms4641. ISSN 2041-1723. PMID 24785191.
- Vinther, Jakob; Porras, Luis; Young, Fletcher J.; Budd, Graham E.; Edgecombe, Gregory D. (2016). »The mouth apparatus of the Cambrian gilled lobopodian Pambdelurion whittingtoni«. Palaeontology. 59 (6): 841–849. Bibcode:2016Palgy..59..841V. doi:10.1111/pala.12256. hdl:1983/16da11f1-5231-4d6c-9968-69ddc5633a8a. ISSN 0031-0239. S2CID 88758267.
- Young, Fletcher J.; Vinther, Jakob (2017). »Onychophoran-like myoanatomy of the Cambrian gilled lobopodian Pambdelurion whittingtoni«. Palaeontology. 60 (1): 27–54. Bibcode:2017Palgy..60...27Y. doi:10.1111/pala.12269. hdl:1983/92180ef0-2205-4c65-9a70-90d59cfea2f4. ISSN 0031-0239. S2CID 55477207.
- Zeng, Han; Zhao, Fangchen; Niu, Kecheng; Zhu, Maoyan; Huang, Diying (3. december 2020). »An early Cambrian euarthropod with radiodont-like raptorial appendages«. Nature. 588 (7836): 101–105. Bibcode:2020Natur.588..101Z. doi:10.1038/s41586-020-2883-7. eISSN 1476-4687. ISSN 0028-0836. PMID 33149303. S2CID 226248177.